# Шолль, Ганс
Ганс Фриц Шолль (нем. Hans Fritz Scholl, 22 сентября 1918 — 22 февраля 1943) — активист Сопротивления нацистскому режиму в Германии.

## Биография
В 15 лет вступил в гитлерюгенд, но позже, разочаровавшись в национал-социализме, стал поддерживать связь с запрещённой молодёжной группой, за что на некоторое время оказался в тюрьме. Окончив школу, учился на врача в Мюнхенском университете. Достигнув призывного возраста, вступил в вермахт, участвовал в качестве врача во французской кампании летом 1940 года, и в 1942-м — на восточном фронте.
Узнав о немецких зверствах на оккупированных территориях Польши и Советского Союза, Шолль и Александр Шморель почувствовали необходимость действовать и летом 1942 года написали первые четыре листовки со ссылками на Библию, Аристотеля, Новалиса, Гёте и Шиллера. Вместе с сестрой Софи Шолль и несколькими другими студентами Мюнхенского университета Ганс создал группу «Белая роза», участники которой проводили мирные антинацистские акции (такие, как разбрасывание листовок). Софи и Ганс Шолль были арестованы по обвинению в государственной измене и казнены на гильотине.

## Память
С 1980 года вручается литературная Премия Ганса и Софи Шолль. Ею отмечаются произведения, которые «свидетельствуют о духовной независимости, поощряют гражданскую свободу, моральную, интеллектуальную и эстетическую смелость, и тем самым дают ощутимый импульс чувству ответственности современников».